# Burg Seldeneck
Die Burg Seldeneck (auch Burg Selneck oder Seltenecker Burg) ist eine Burgruine aus dem 13. Jahrhundert beim Wohnplatz Seldeneck auf der Gemarkung des Creglinger Stadtteils Blumweiler im baden-württembergischen Main-Tauber-Kreis.

## Lage

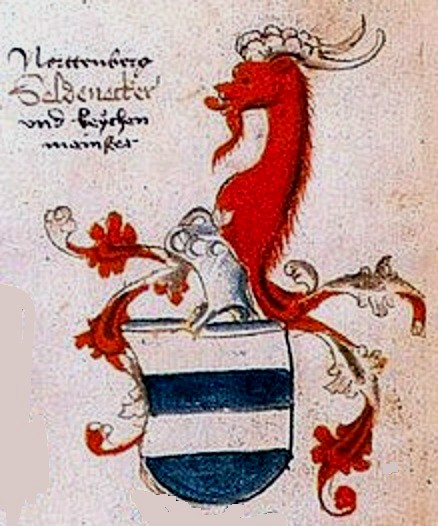
Wappen der Herren von Seldeneck

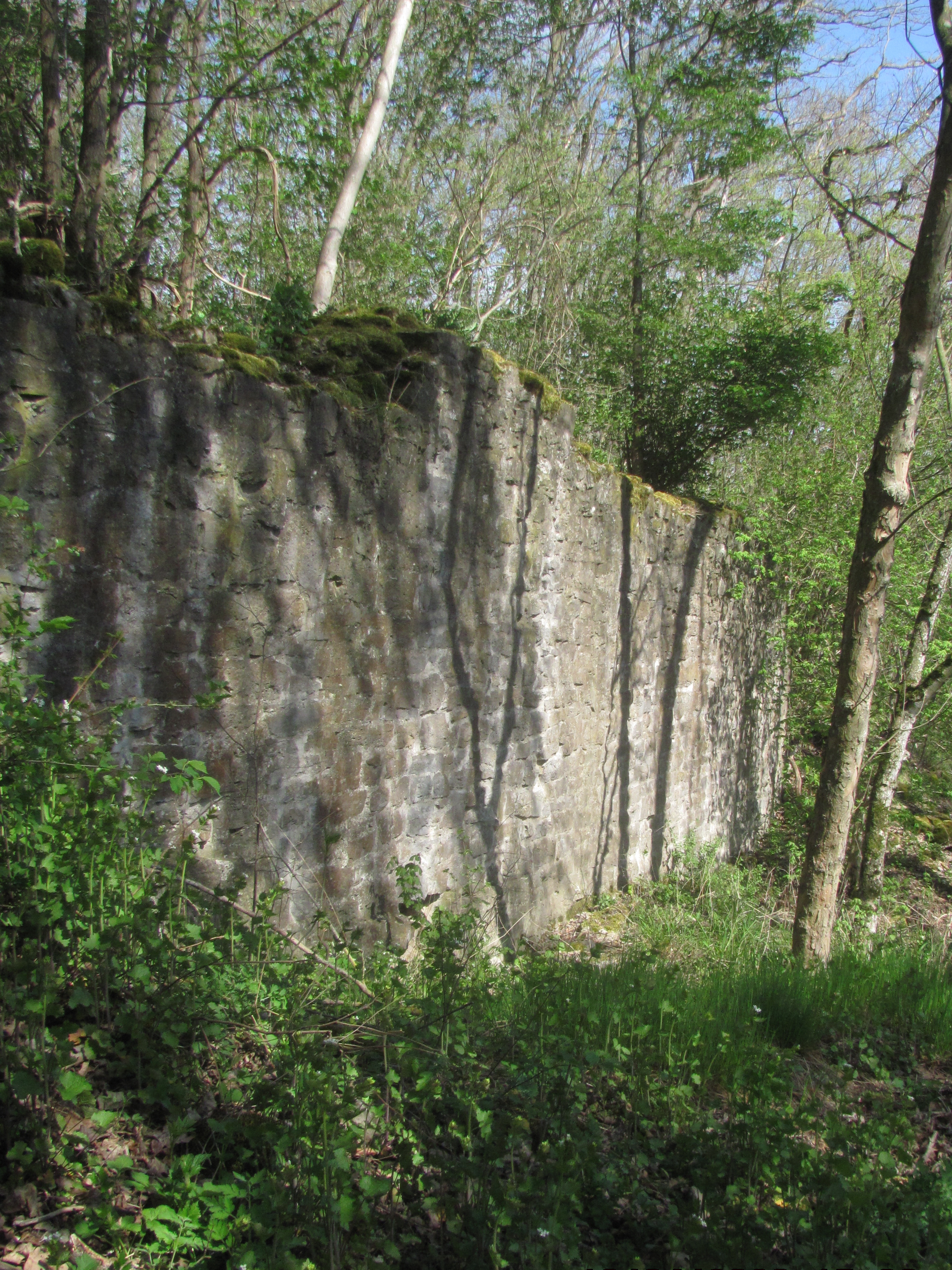
Reste der Burgmauer nach Süden

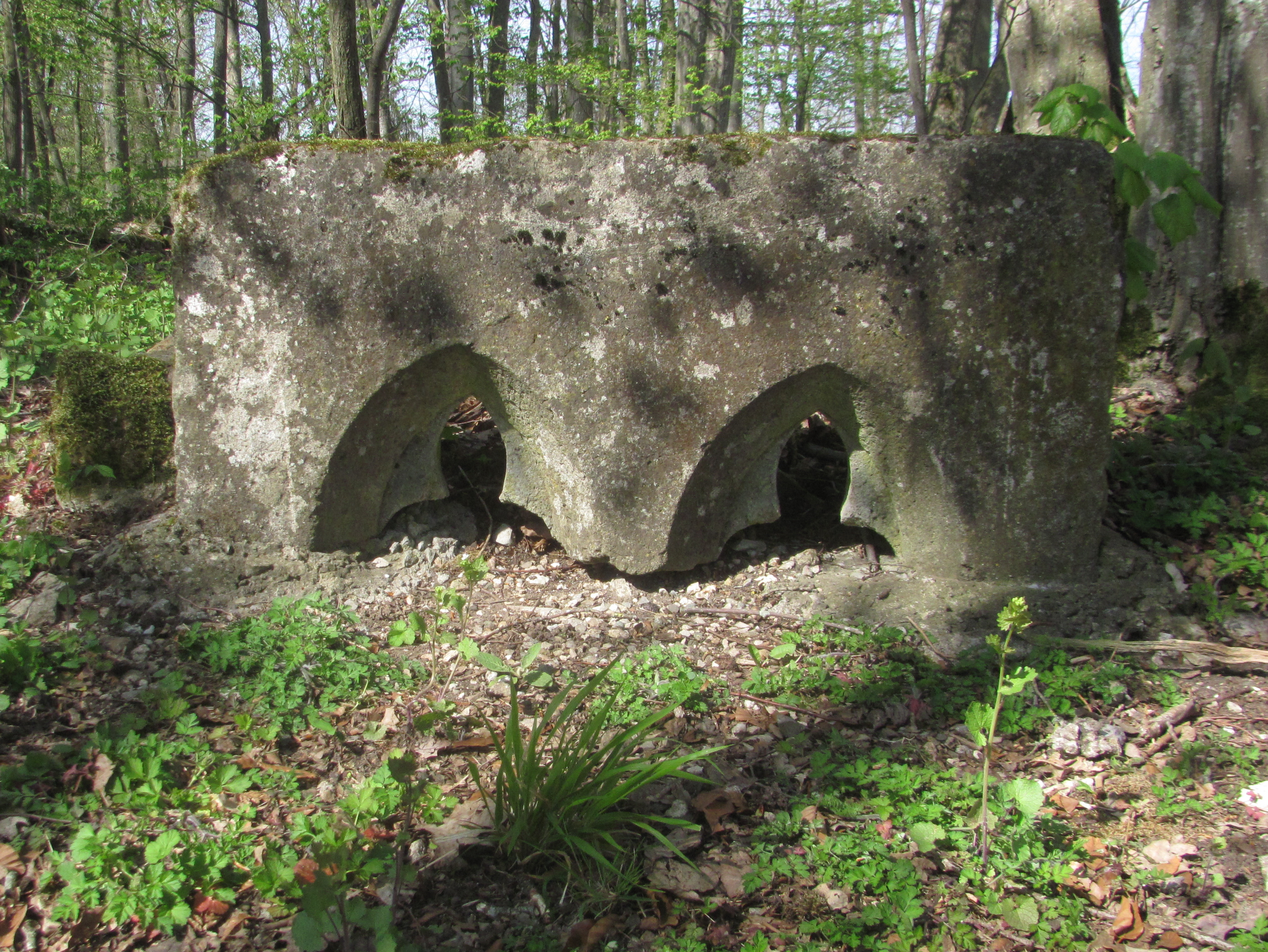
Steinquader mit Resten von Spitzbogenfenstern

Die Spornburg liegt wenige Schritte von der Landesgrenze zu Bayern am Ostrand des Creglinger Stadtgebietes beim gleichnamigen kleinen Ort Seldeneck auf etwa 392 m ü. NHN. Sie steht auf der Spitze des Talsporns, den die steile Klinge des kurzen Ansbachs, der unterhalb auf etwa 316 m ü. NHN etwas flussaufwärts von Bettwar der Tauber zuläuft, zusammen mit dem Fluss geschaffen hat. Über den Sporn führt nahebei der Europäische Fernwanderweg E8 aus Rothenburg ob der Tauber kommend aus dem Taubertal auf die Hohenloher Ebene und dann zum über zehn Kilometer im Nordwesten liegenden Creglingen.

## Geschichte
Die Burg wurde 1265 erstmals namentlich genannt und 1300 ebenfalls erwähnt. Da auch der Name des Ministerialengeschlechts mit dem ersten Reichsküchenmeister Heinrich I. (Henricus) von Rothenburg erst Mitte des 13. Jahrhunderts mit Seldeneck verbunden wird, kann die Burg nicht viel älter sein.
Vermutlich war sie ursprünglich eine Gründung des Vaters des Götz (Gottfrieds) von Hohenlohe als Lehen des böhmischen Königs Johann zu Gottfrieds Zeiten.
Gottfried, der wohl einen Zweig der Küchenmeister von Nordenberg, den späteren Seldenecks als Burgmänner einsetzte und ihnen Burganteilen veräußerte, verkaufte weitere Anteile an Conrad und Arnold von Savensheim, Söhne des Erkingers, und übereignete einen weiteren Anteil seinem eigenen Bruder Kraft II. Die Burg wurde so zur Ganerbenburg.
Die Burg gehörte zu dieser Zeit zum Oberamt Mergentheim. 1341 wurde die zur Burg gehörende Mühle, benannt als Adelgersmühle, erstmals erwähnt, die heute nicht mehr vorhanden ist.
Damit ist die Burg wohl nicht, wie verschiedentlich angenommen, eine Gründung der Küchenmeister von Nordenberg, von denen sich die auf der Burg sitzende Seitenlinie nach Seldeneck nannte und 1583 in männlicher Linie ausstarb. Sie sind nicht mit den Freiherren von Seldeneck gleichzusetzen, die 1777 für die Kinder der morganatischen Ehe mit Markgrafs Wilhelm Ludwig von Baden-Durlach mit Wilhelmine Christine Schortmann (1740–1804) neu entstand.
Urkundlich am 24. Juli 1344 verkaufte Conrad von Seinsheim zu Wielanzheim alle Rechte der Burg Seldeneck an die Burggrafen von Nürnberg. Er und sein Neffe, sein Bruder Arnold war zum Zeitpunkt der Beurkundung bereits verstorben, verkauften die Teile der Burg, wie sie sie von Götz von Hohenlohe zu einem früheren Zeitpunkt erworben hatten: mit allen Rechten an Grund und Boden, samt Leibeigenen und zugehörigen Dörfern bzw. Dorfanteilen und Jagdrechten. Vermutlich musste Conrad seine Anteile verkaufen, um die Schulden seiner Reichsacht vom April gleichen Jahres ausgleichen zu können.
Gleichzeitig verkaufte mit gleichem Urkundendatum Luppold von Seldeneck seinen Anteil der Veste Seldeneck an die Burggrafen Johann und Albrecht. Die Seldeneck und Seinsheim scheinen ein nahes Verhältnis gehabt zu haben; da sie auch vorher wechselseitig beurkundeten. Luppold durfte als eingesetzter burggräflicher Vogt auf der Burg bleiben. Ein Kraft von Gattenhofen wird 1347, Ullrich Mörder und Eberwein von Seldeneck wurden 1368, wohl alle als Burgmannen auf Seldeneck benannt. Friedrich V. musste 1379 seine Burg samt den Ortschaften Bernheim (möglicherweise ist Burgbernheim gemeint) und Bergel verpfänden. 1393 wird Cunz von Kirchberg als Burgvogt urkundlich. Sein Nachfolger Adam von Kirchberg musste noch 1414 Verzicht beurkunden, obwohl da die Burg bereits zerstört war.
Im Sommer 1404, beurkundet am 29. Juli 1404, kam die Burg von Friedrich I. von Brandenburg, dem Burggrafen von Nürnberg, in den Besitz der Reichsstadt Rothenburg ob der Tauber.
Schon 1407 dem Marbacher Bund gegen König Ruprecht beigetreten um den abgesetzten Vorgänger Wenzel von Luxemburg zu unterstützen, wurde die Stadt von Ruprecht unter Reichsacht gelegt, und die Burggrafen von Nürnberg und der Bischof von Würzburg, wohl Johann I. von Egloffstein, zu Vollstreckern berufen. Die Stadt konnte nicht eingenommen werden, aber viele Burgen der Umgebung wurden zerstört. Dieses Schicksal scheint auch Seldeneck getroffen zu haben. Dennoch berichten rothenbergische Chroniken noch 1418 von Amtleuten auf der Burg.
Die Ruinen der Burg wurden 1985 saniert.

## Anlage
Der ehemalige Verlauf der Burgmauern ist anhand einzelner erhaltener Stellen noch ungefähr zu erkennen. Der Burgberg fällt nach drei Seiten steil ab, darunter auch ins Taubertal. Nach Westen zum heutigen Weiler war die Burg mit einem Burggraben gesichert. Vermutlich spielte der heutige Weiler die Rolle eines Vorwerks für die Burg. Von der eigentlichen Burg sind heute nur noch ein Längsstück eines Hauses mit Fenster-Schießscharten vermutlich des Erdgeschosses und einem Bogenfenster im ersten Stock zu sehen, auf der Hausinnenseite ist die Auflage für die höheren Etagen noch gut sichtbar. Ein davon rechtwinklig abgehendes Mauerstück ist teilrestauriert. In der Nähe befindet sich ein abgebrochenes Bauteil mit Resten zweier Spitzbogenfenster (möglicherweise als Teil des Palas oder einer Burgkapelle) sowie Teile der Burgmauer. Inzwischen zugewachsene Reste sind noch erahnbar. Alle anderen Teile fielen nach der Zerstörung der Burg in späterer Zeit dem Steinraub zum Opfer. Da der Burgberg inzwischen wieder mit Wald bewachsen ist, ist die Aussicht ins Taubertal nur noch eingeschränkt erlebbar. Im Mittelalter war eine Sichtmöglichkeit nach Rothenburg ob der Tauber gegeben.